# Uroptychus anatonus
Uroptychus anatonus is een tienpotigensoort uit de familie van de Chirostylidae. De wetenschappelijke naam van de soort is voor het eerst geldig gepubliceerd in 2008 door Baba & Lin.